# Сантос (мини-футбольный клуб)
Сантос (порт. Santos FC Futsal), или полностью Сантос/Кортиана (порт. Santos/Cortiana) — бразильский мини-футбольный клуб из города Сантус, штат Сан-Паулу, основанный в 2011 году, чемпион Бразилии. Дочерняя команда ФК «Сантос».

## История
В футбольном клубе «Сантос» мини-футбол культивировался на протяжении 10 лет, однако только в 2011 году было принято решение выставить на соревнования профессиональную команду в Лигу Футзала. Для этого необходимы были спонсорские деньги, и титульным спонсором команды стал пластиковый промышленный гигант Cortiana Plásticos. В связи с прекращением существования клуба «Малви/Жарагуа» в чемпионате освободилось место, и «Сантос» автоматически был включён в число участников первенства.
В «Сантос» пришло множество опытнейших игроков, в числе которых был лучший игрок мини-футзала в мире, многолетний лидер нападения сборной Бразилии Фалькао, игравший за «Малви». Кроме того, в команде стали играть другие мини-футболисты сборной Бразилии: вратарь Джони Мендес, защитник Нето (также из «Малви»), полузащитник Джексон, нападающий Же.
В итоге «Сантос» сумел дойти до финала чемпионата Бразилии, где в упорной борьбе в серии пенальти, без Фалькао во втором матче (по окончании первой игры он получил красную карточку) обыграл «Карлус-Барбозу», многократного чемпиона страны.
Возглавлял «Сантос/Кортиану» в 2011 году Фернандо Феррети, один из лучших тренеров Бразилии, который в прошлом также работал с «Малви/Жарагуа», сборной Бразилии и рядом других команд. В тренерском штабе «Сантоса» трудились опытные специалисты, работавшие в сборной Бразилии: тренер по физподготовке Жуан Карлос Романо, тренер вратарей Фред Антуне, физиотерапевт Селио Рафаэл.
27 декабря 2011 года руководство клуба «Сантос» объявило о роспуске мини-футбольной команды в связи с трудным финансовым состоянием и стремлением сохранить в составе футбольного клуба таких звёзд, как Неймар. Президент «Сантоса» Луис Алваро Рибейро поблагодарил Фалькао за выдающийся вклад в победу «Сантоса» в чемпионате Бразилии по мини-футболу, но отметил, что футбол является приоритетным видом спорта в клубе и клуб не может содержать убыточные команды, поскольку на финансирование мини-футбола за год было потрачено 5 млн долларов, а компания «Кортиана» не была в состоянии полностью покрыть расходы.
Несмотря на снятие профессионального статуса, мини-футбольный «Сантос» продолжает существование за счёт молодёжных команд.

## Чемпионский состав в 2011 году
| №  |               | Поз. | Имя          | Год рождения |
| -- | ------------- | ---- | ------------ | ------------ |
| 1  | Флаг Бразилии | Вр   | Джони Мендес | 1985         |
| 5  | Флаг Бразилии | Вр   | Бруно Соуза  |              |
| 4  | Флаг Бразилии | Защ  | Нето         | 1981         |
| 6  | Флаг Бразилии | Защ  | Гава         |              |
| 8  | Флаг Бразилии | Защ  | Рикардиньо   |              |
| 14 | Флаг Бразилии | Защ  | Индио        |              |
| 2  | Флаг Бразилии | Уни  | Джексон      |              |

| №  |               | Поз. | Имя           | Год рождения |
| -- | ------------- | ---- | ------------- | ------------ |
| 3  | Флаг Бразилии | Уни  | Лео           |              |
| 13 | Флаг Бразилии | Уни  | Валдин        | 1979         |
| 31 | Флаг Бразилии | Уни  | Тьяго Кариока |              |
| 7  | Флаг Бразилии | Нап  | Пишоте        |              |
| 10 | Флаг Бразилии | Нап  | Девис         |              |
| 11 | Флаг Бразилии | Нап  | Же            | 1983         |
| 12 | Флаг Бразилии | Нап  | Фалькао ()    | 1977         |

## Достижения
- Чемпион Бразилии (1): 2011
- Кубок Грамадо (1): 2011